# Havasi szürke fűz
A havasi szürke fűz (Salix glaucosericea) a Malpighiales rendjébe, ezen belül a fűzfafélék (Salicaceae) családjába tartozó faj.

## Előfordulása
A havasi szürke fűz az Alpokban honos.

## Megjelenése

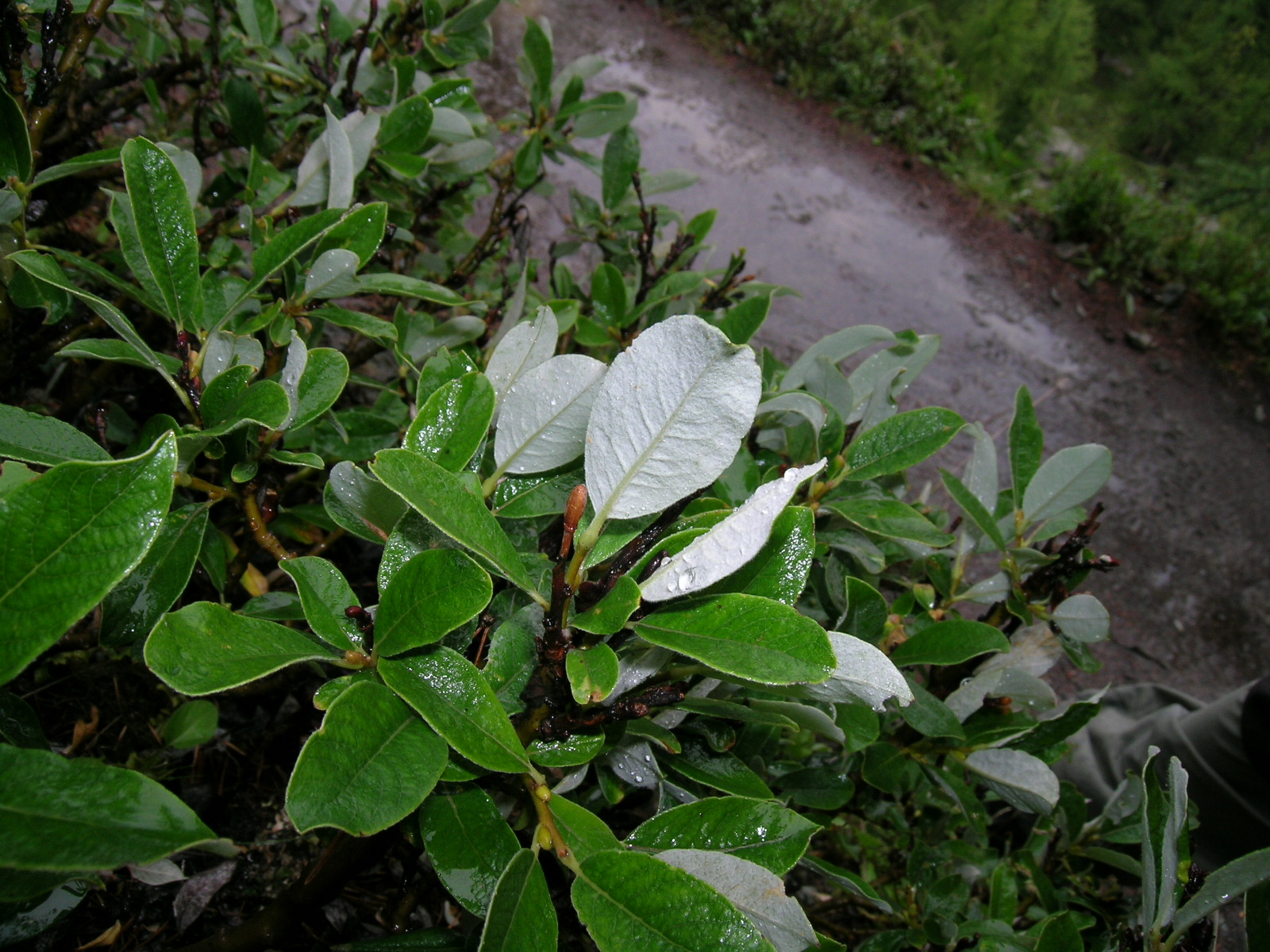
A havasi szürke fűz levelei

A havasi szürke fűz alig 1 méter magas cserje, erőteljes, barnássárga ágakkal; legfiatalabb hajtásai körülbelül 2 milliméter vastagok, tömötten molyhos szőrűek, az egyéves vesszők legfeljebb 4 milliméter vastagok, fakósárgák, kopaszok. Levelei 3-7 centiméter hosszúak és 1,5-2,5 centiméter szélesek, széles lándzsásak, középen vagy közepük felett a legszélesebbek. Mindkét oldaluk fénylő, selymes szőrű, felül halványabb, alul kékeszöld, csaknem áttetsző, a fiatal levelek gyakran bozontos szőrűek. A levél ép szélű, a levélnyél legfeljebb 1 centiméter. A pálhalevelek többnyire hiányoznak.

## Életmódja
A havasi szürke fűz magashegységi növény, 2500 méteres tengerszint feletti magasságig, árnyékos, hosszú ideig hóval borított lejtőkön, mészmentes, durva törmeléken, gleccserek morénáin és magaskórós társulásokban él.